# Stefan Steblecki
Stefan Steblecki (ur. 15 grudnia 1889 w Ropczycach, zm. 14 maja 1926 w Warszawie) – kapitan piechoty Wojska Polskiego, kawaler Orderu Virtuti Militari.

## Życiorys
W czasie I wojny światowej walczył w Legionach Polskich. Początkowo był przydzielony do 1 kompanii I baonu 1 Pułku Piechoty. W grudniu 1914 leczył się w szpitalu uniwersyteckim w Wiedniu. Później został przydzielony do 2 Pułku Piechoty . 1 lipca 1916 został mianowany chorążym piechoty. W lipcu 1917, po kryzysie przysięgowym, został przyjęty do Polskiego Korpusu Posiłkowego. Nadal służył w 2 pp. Po bitwie pod Rarańczą (15-16 lutego 1918) był poszukiwany przez I Ekspozyturę sądu c. k. 7 Komendy Generalnej jako dezerter .
25 października 1918 został przyjęty przez Radę Regencyjną do Wojska Polskiego z byłego PKP, z zatwierdzeniem posiadanego stopnia podporucznika. Służył w 3 Pułku Piechoty, który 16 lutego 1919 został przemianowany na 9 Pułk Piechoty Legionów . 3 maja 1922 został zweryfikowany w stopniu kapitana ze starszeństwem z 1 czerwca 1919 i 715. lokatą w korpusie oficerów piechoty. 
Później został przeniesiony do 71 Pułku Piechoty i przydzielony do Powiatowej Komendy Uzupełnień Ostrów Łomżyński na stanowisko oficera instrukcyjnego. W maju 1926 dowodził 2. kompanią (rekrucką) macierzystego 71 pp. 13 maja razem z por. Władysławem Musielskim i dwoma plutonami 71 pp przeszedł na stronę oddziałów podporządkowanych Józefowi Piłsudskiemu. Zginął następnego dnia w czasie walk w Alejach Ujazdowskich w Warszawie.

## Ordery i odznaczenia
- Krzyż Srebrny Orderu Wojskowego Virtuti Militari nr 4891
- Krzyż Niepodległości – pośmiertnie 4 lutego 1932 „za pracę w dziele odzyskania niepodległości”[10]
- Krzyż Walecznych trzykrotnie[11]